# جناب عالی
جناب عالی یک مجموعهٔ تلویزیونی به کارگردانی عادل تبریزی و به تهیه‌کنندگی مصطفی رضوانی، که از ۱۴ فروردین ۱۴۰۱ روزهای فرد از تلوبیون پخش شد.

## داستان
در خلاصه داستان این سریال آمده‌است: «امیرعلی با مدرک دکترا، در جستجوی شغلی آبرومند است که سرنوشت او را در معرض انتخابی سخت قرار می‌دهد… !»
او فرزند یک نانوا در سطح پایین شهری است و بر حسب اتفاق با استاد خود روبرو می‌شود و از آنجا صفحه روزگارش ورقی متفاوت می‌خورد، امیر علی در این مسیر فراز و نشیب‌های بسیار را تجربه می‌کند و در نهایت …

## بازیگران
- امیرحسین رستمی
- حسین سلیمانی
- بیژن بنفشه‌خواه
- میرطاهر مظلومی
- بیتا سحرخیز
- منوچهر آذری
- مهوش وقاری
- گیتی معینی
- رضا بنفشه‌خواه
- محمد الهی
- امیر محاسبتی
- هاشم روحانی
- سروش طاهری
- بلور کساییان
- ایمان اسماعیل پور
- جواد سلطانی
- کیوان صباغ
- رضا سخایی
- میثم سجادی
- مصطفی پروین
- مهدی ربیعی
- ایمان راد
- مینا اینانلو